# Jean Dondelinger

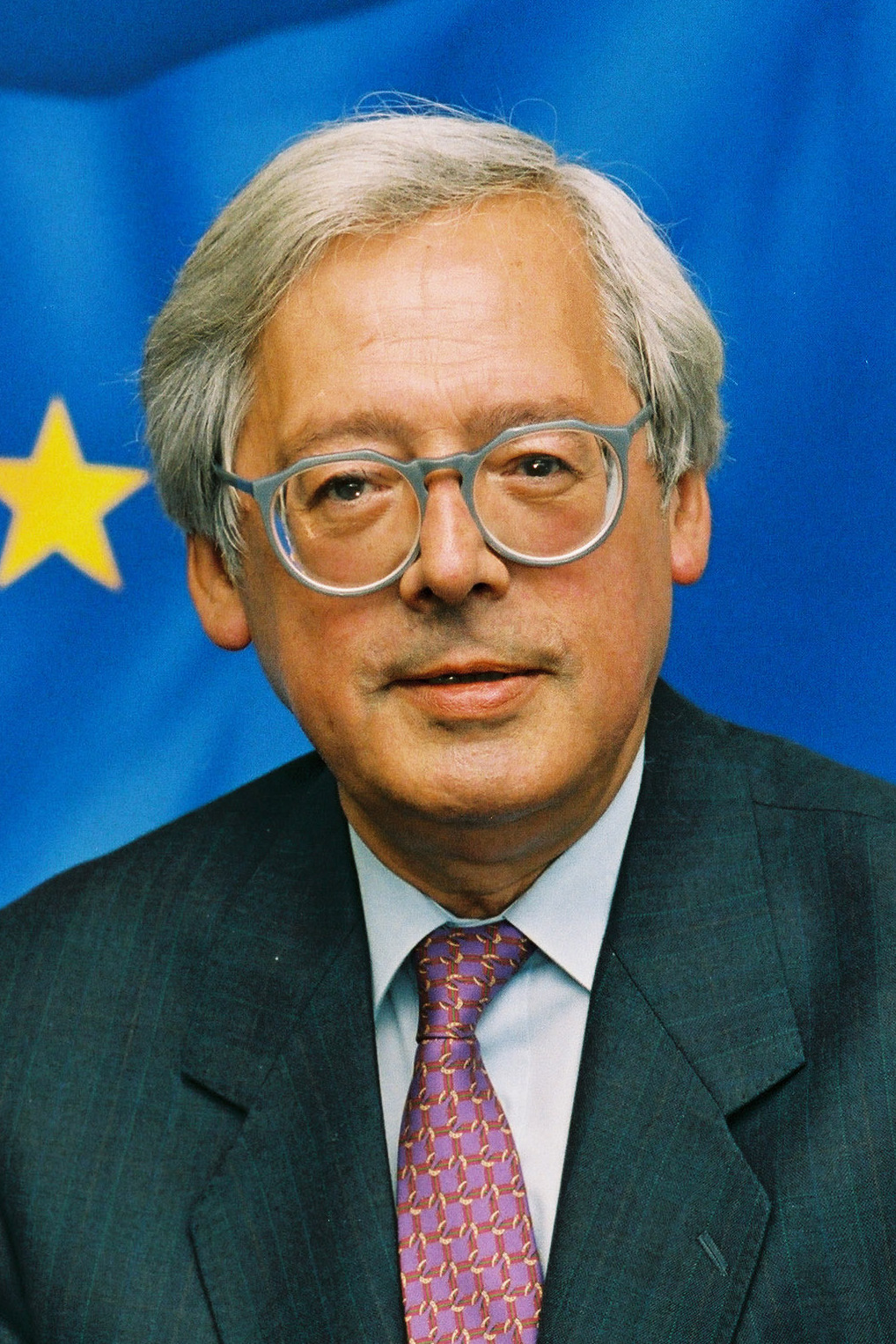
Jean Dondelinger, 1989

Jean Dondelinger (* 4. Juli 1930; † 21. Oktober 2004) war ein luxemburgischer Politiker und Diplomat.
Er studierte Jura in Nancy und Paris, das er mit einem Doktorat abschloss und die Lizenz für Politikwissenschaft am St Antony’s College in Oxford erhielt.
1958 wechselte er zum luxemburgischen Außenministerium, wo er Direktor für internationale Wirtschaftsrelation wurde. Von 1975 bis 1984 war er Ständiger Vertreter Luxemburgs bei den Europäischen Gemeinschaften in Brüssel. Dann wurde er Generalsekretär im Außenministerium Luxemburgs.
Von 1989 bis 1993 war er in der Europäischen Kommission Delors II Kommissar für Information, Kommunikation, Kultur und audiovisuelle Medien. Dann war er Vertreter Luxemburgs in Griechenland.

## Auszeichnungen
- 1973: Großes Silbernes Ehrenzeichen am Bande für Verdienste um die Republik Österreich[1]
- 1992: Ordre des Arts et des Lettres (Komtur)[2]